# Aeromarine 40
L'Aeromarine 40 era un idrovolante da addestramento biposto sviluppato inizialmente dall'azienda statunitense Aeromarine Plane and Motor Company negli anni dieci per l'U.S. Naval Air Service.

## Storia del progetto
Nel 1918 la marina degli Stati Uniti d'America, impegnata nella prima guerra mondiale, emise un requisito relativo ad un idrovolante da addestramento biplano biposto. In risposta alla specifica l'ufficio tecnico della ditta Aeromarine Plane and Motor Company. elaborò il progetto A 40, relativo ad un idrovolante a scafo centrale biposto, destinato anche alla vendita sul mercato civile. Il primo prototipo, equipaggiato con un propulsore Aeromarine U-8 da 150 hp, volò per la prima volta verso la fine del 1918. Visti i positivi collaudi il Navy Department ordinò 200 esemplari del nuovo velivolo, al prezzo unitario di 8.100 dollari. In seguito alla cessazione delle ostilità le autorità militari cancellarono il contratto, e furono consegnati solamente 50 esemplari (matricole A-5040/5089).

## Tecnica
L'Aeromarine 40F era un idrovolante a scafo centrale di impostazione classica, dotato di configurazione alare di tipo biplano-sesquiplana, con l'ala superiore, di maggiori dimensioni, montata alta a parasole, e collegata allo scafo tramite una struttura che fungeva anche da supporto al motore, e l'inferiore fissata alla superficie superiore dello scafo. Sotto ogni semiala inferiore era posizionato un galleggiante stabilizzatore. Le due ali, realizzate in legno, erano collegate tra loro da una serie di montanti, ed integrate da tiranti in filo d'acciaio. Lo scafo era dotato di struttura lignea, e presentava un abitacolo prodiero aperto a due posti affiancati, e recava in coda ampie superfici di controllo e piani fissi controventati.
La propulsione era affidata ad un motore Curtiss OXX-6. a 8 cilindri a V raffreddato ad acqua collocato centralmente sotto l'ala superiore in configurazione spingente ed abbinato ad un'elica bipala a passo fisso. Il motore erogava la potenza di 100 hp al livello del mare.

## Impiego operativo
Dei 50 velivoli consegnati solamente pochi raggiunsero i reparti operativi dell'U.S. Navy prima della fine della guerra. Il primo aereo della versione 40F destinato alla marina volò per la prima volta nel corso del 1919. Il modello era caratterizzato dalla capacità di operare, se necessario, da superfici ghiacciate o innevate, e rimase in uso per alcuni anni. Successivamente venne rimotorizzato con un nuovo propulsore più potente, l'Hispano-Suiza da 150 hp, che ne aumentò le prestazioni ed il carico trasportabile. Questa versione ricevette la designazione di Aeromarine Model 41.
Alcune versioni furono proposte per il mercato civile, equipaggiate con motori di vario genere e potenza, ma risultano venduti solamente sei esemplari. Due velivoli vennero venduti dall'U.S. Coast Guard, e assegnati alla base di Morehead City, Carolina del Nord, quando quest'ultima venne aperta nel marzo 1920. Nel luglio 1921 la base dovette essere chiusa per motivi finanziari e i due Aeromarine 40F furono sabotati ed affondati in loco. Altri quattro esemplari, surplus dell'U.S. Navy, vennero ceduti all'Aviação Naval Brasileira, che li impiegò per l'addestramento tra il 1920 ed il 1923.

### Aeromarine 41

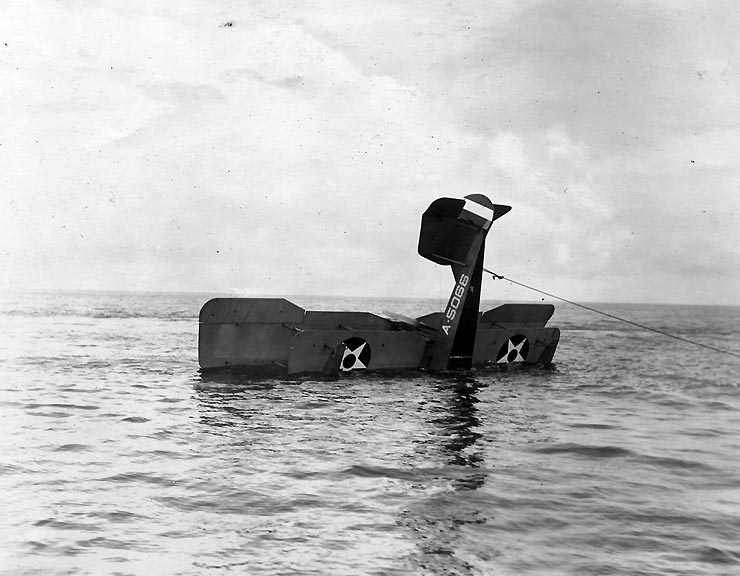
Un Aeromarine 41 danneggiato nel Golfo di Bacabano, Cuba, nel 1923

Un certo numero di Aeromarine 40F furono rimotorizzati nel 1922 con propulsori Hispano-Suiza da 150 hp. Nel dicembre 1922 un Aeromarine 40F (matricola A-5066, convertito in Model 41 secondo una lettera dell'agosto 1922) venne assegnato alla nave appoggio idrovolanti AG-1 Hannibal per lavori di rilevamento e sorveglianza nelle acque cubane. Il 25 maggio 1923 mentre si trovava in fase di galleggiamento, l'aereo subì un incidente che comportò l'apertura di una falla nello scafo, che lo fece parzialmente affondare. Per i danni subiti allo scafo ed alle ali il velivolo fu dichiarato "non idoneo per un ulteriore uso". Pilota era il tenente (Junior Grade) John H. Hykes, dell' U.S. Navy. La relazione tecnica dell'incidente evidenziò la fragilità del modello in relazione alla tipologia di missione.

## Versioni
- A 40: prototipo di una versione das trasporto civile, primo volo nel 1918. Era dotato di propulsore Aeromarine U-8 da 150 hp.[5]
- A 40B: versione da trasporto civile dotata di propulsore Hispano-Suiza da 140 hp.[5] Prodotti almeno tre esemplari (NC297, NC910V, NC5018).
- A 40C: versione da trasporto civile dotata di propulsore Aeromarine U-8 da 150 hp.[6]
- A 40F: versione da addestramento militare costruita in 50 esemplari per l'U.S. Navy, dotata di propulsore Curtiss OXX-6 da 101 CV.
- A 40L: versione da trasporto civile dotata di propulsore Aeromarine L da 130 hp.[6]
- A 40T: versione da trasporto civile dotata di propulsore Curtiss OXX-6 da 100 hp.[6]
- A 40U: versione da trasporto civile dotata di propulsore Aeromarine U-6D da 100 hp.[6]
- A 41: un certo numero di esemplari rimotorizzati con il propulsore Hispano-Suiza da 150 hp.

## Utilizzatori
Stati Uniti
- United States Navy

 Brasile
- Aviação Naval Brasileira